# 佛光街
佛光街（英語：Fat Kwong Street）是香港九龍来往何文田至紅磡的一條主要街道，西北起何文田常盛街，接連培正道。東南至紅磡馬頭圍道，與民裕街接連。另外、佛光街近和衷街有行車天橋跨越馬頭圍道，連接紅磡道／大環道東為終點。
據説佛光街的命名原因是因為附近機利士路和漆咸道北有一座觀音山( 又名聖德山 ).

## 鄰近地標

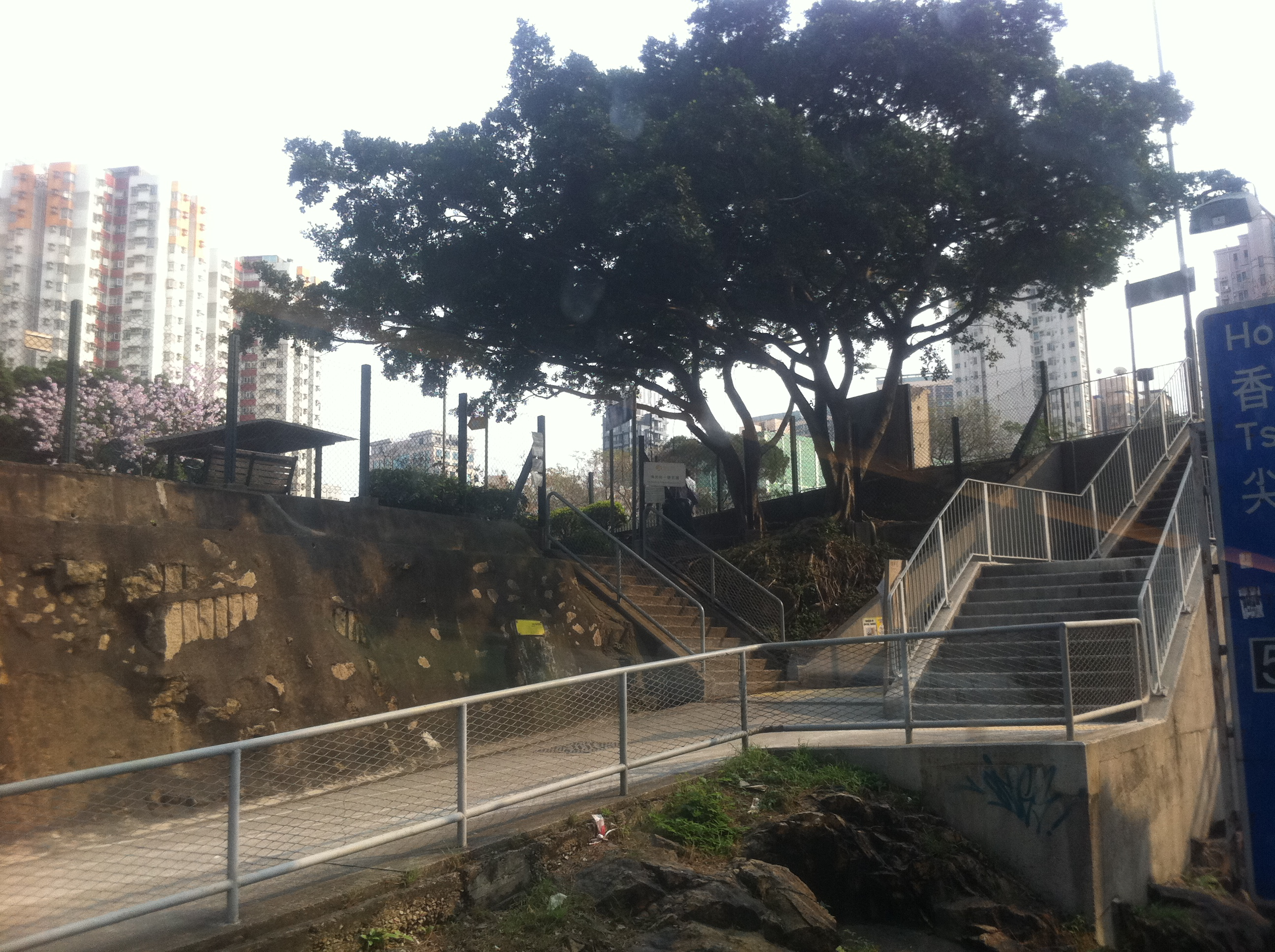
佛光街一號花園的入口

| - 公主道 - 香港都會大學 - 香港足球總會 - 香港房屋委員會本部大樓 - 何文田邨/何文田廣場/冠熹苑/冠暉苑 - One Homantin - 佛光街體育館 - 常樂街 - 東何文田配水庫遊樂場 | - 天鑄 - 何文田站 - 入境事務處主任宿舍 - 紅磡消防局 - 萬高花園 - 佛光街花園 - 悅目 - 家維邨 |

## 交匯道路

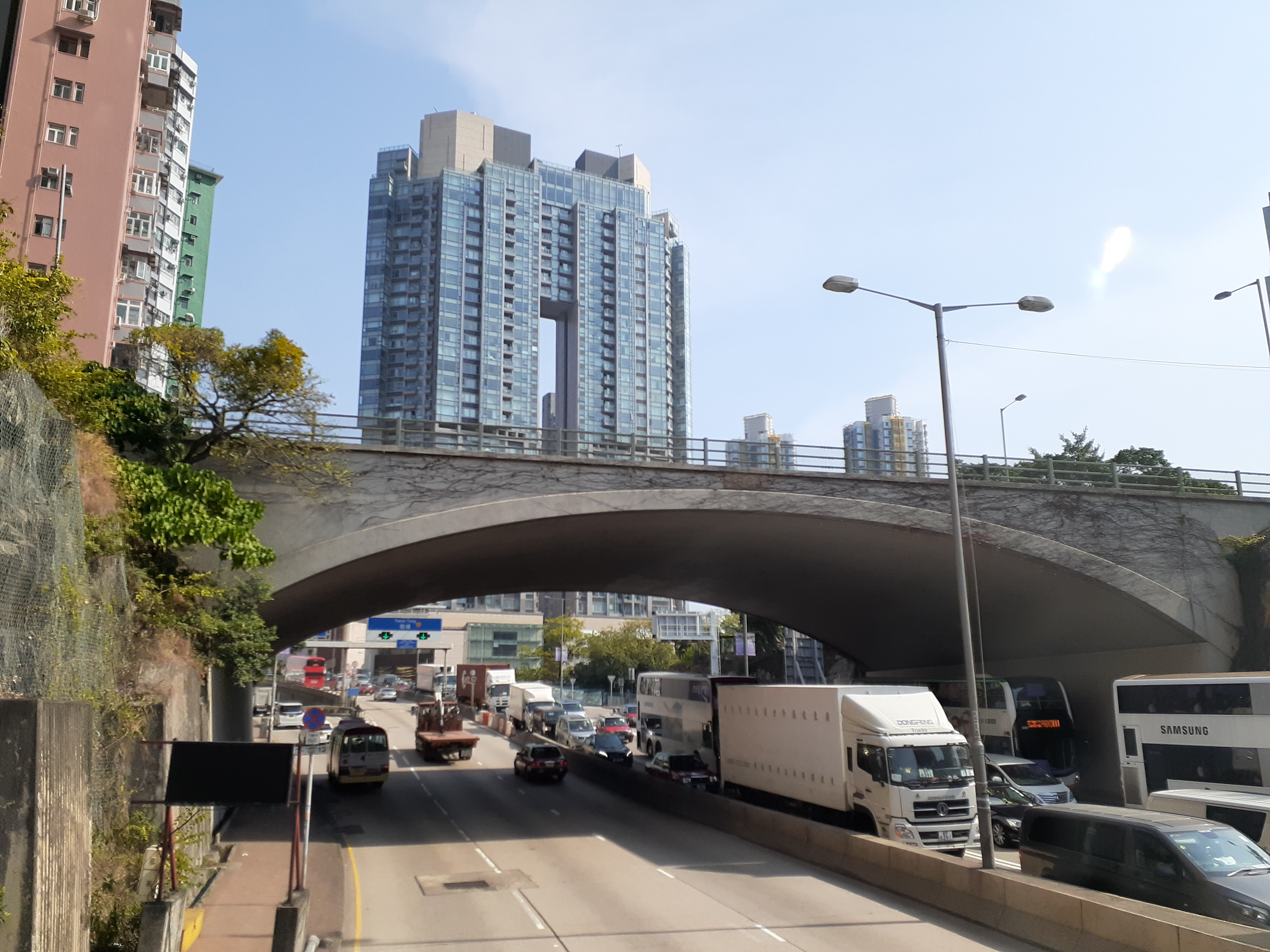
漆咸道北上方，建於1964年的佛光街天橋

| - 培正道 - 公主道 - 常盛街 - 常富街 - 忠孝街 - 常樂街 - 仁風街 - 信用街 - 和衷街 - 馬頭圍道 - 民裕街 | - 紅磡道 - 大環道東 |

## 圖片

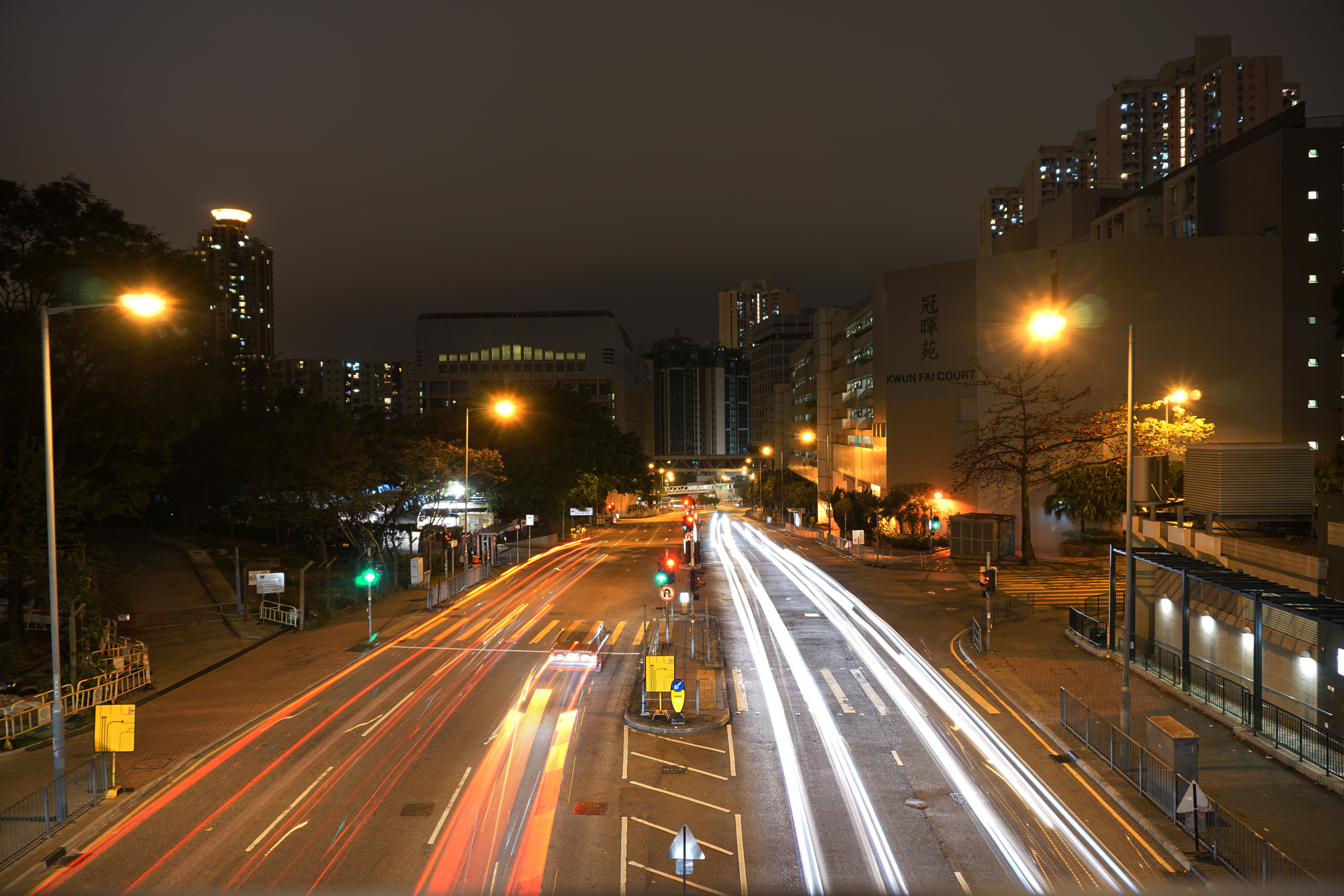
佛光街近冠暉苑
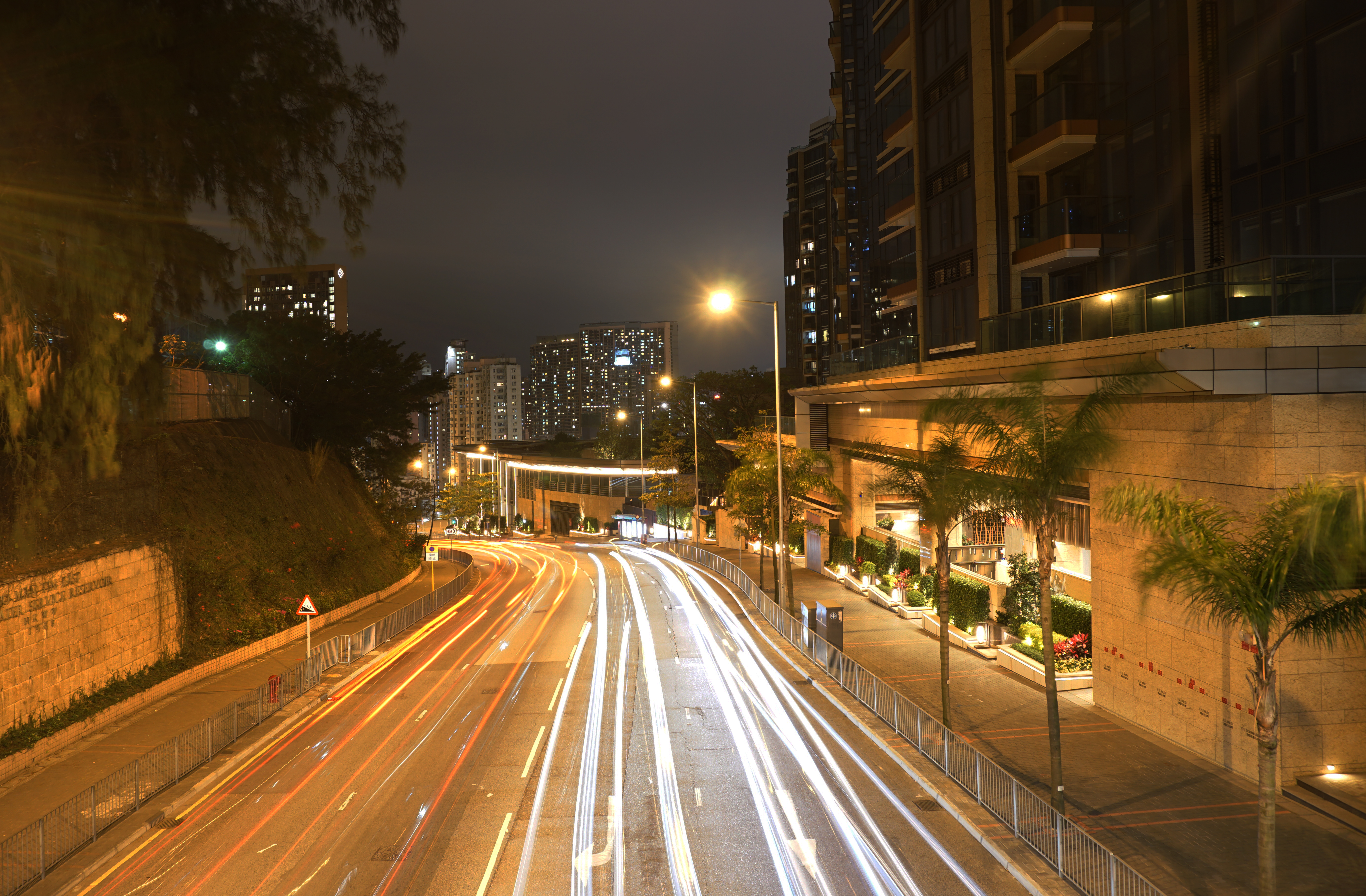
佛光街近天鑄
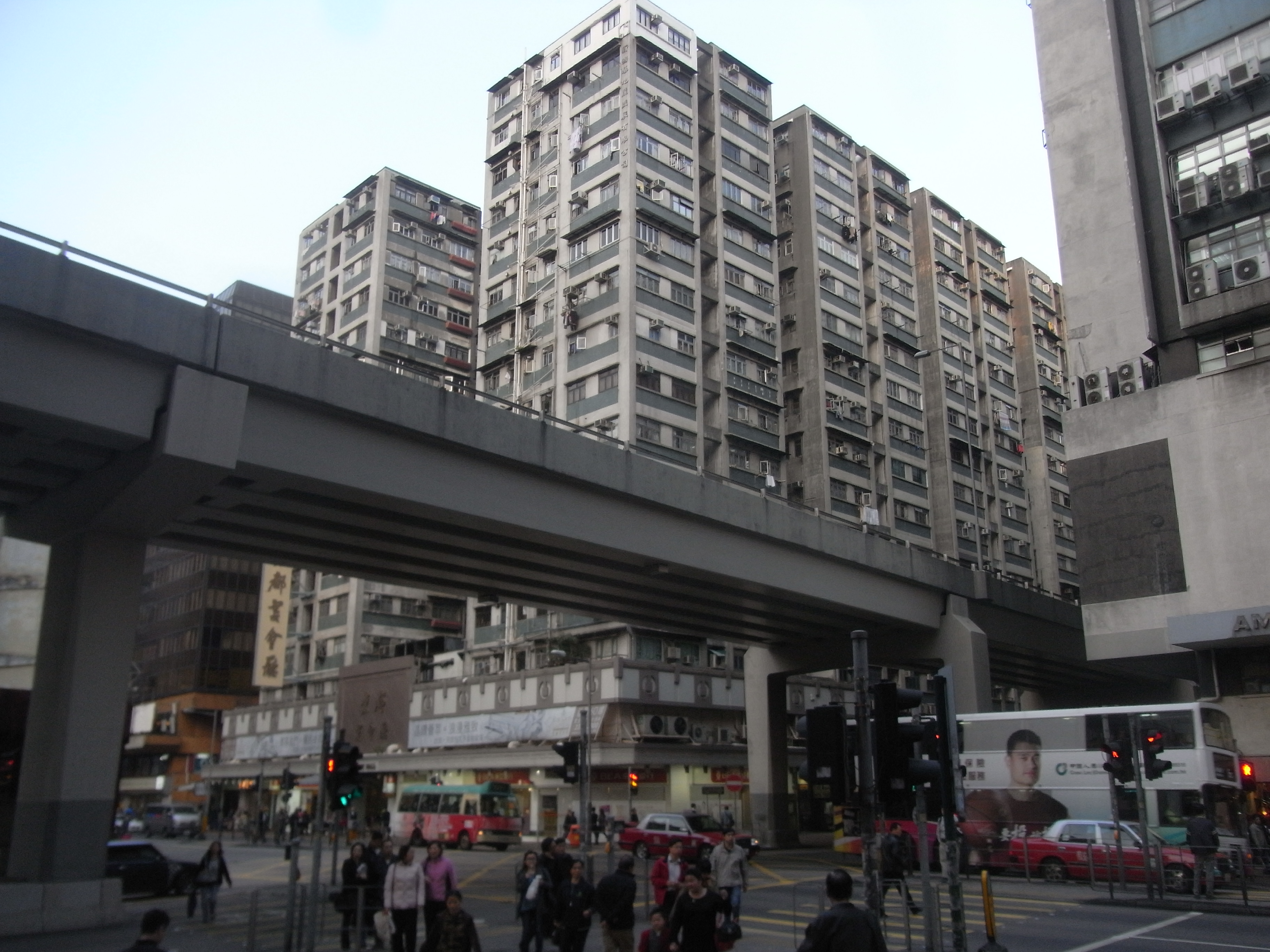
佛光街天橋

## 嚴重車禍
1968年9月20日上午7時許，一輛載有學童的房車沿佛光街往何文田行駛，在駛至何文田街市附近時，失控高速撞向一輛私家車，再連翻筋斗撞向行人路，釀成2名途人死亡、8人受傷。

## 資料來源
1. ↑   (PDF). 運輸及房屋局. 2008-03-12  [2020-11-19]. （原始内容存档 (PDF)于2019-10-23）.
2. ↑  . 大公報第三頁. 1968年9月21日.（繁體中文）

## 外部連結
维基共享资源上的相關多媒體資源：佛光街
22°18′46″N 114°10′55″E / 22.3128652°N 114.1820414°E